# Militärlehrschmiede (Hannover)

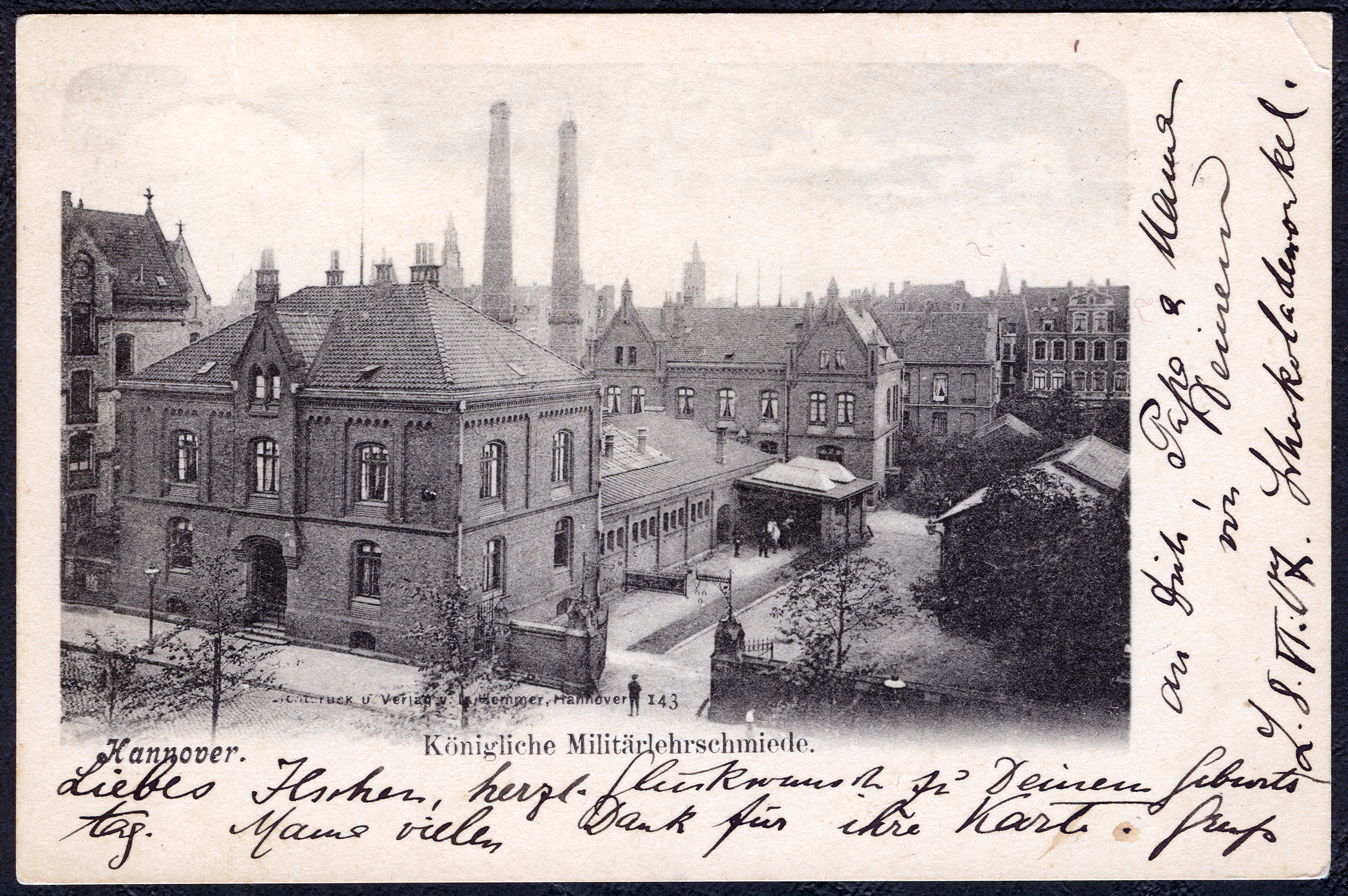
Die Militärlehrschmiede in Hannover, links daneben die Intendantur, im Hintergrund rechts die Dachenhausenstraße
Ansichtskarte 143 von Ludwig Hemmer

Die Königliche Militärlehrschmiede war eine um 1900 errichtete Ausbildungseinrichtung in Hannover für Schmiede mit Fertigkeiten für die besonderen Belange des Militärs. Das ehemals denkmalgeschützte Gebäude unter der Adresse Humboldtstraße 3 (Calenberger Neustadt) wurde Ende des 20. Jahrhunderts zugunsten des Neubaus der Calenberger Esplanade abgerissen.

## Geschichte

### Vorgeschichte

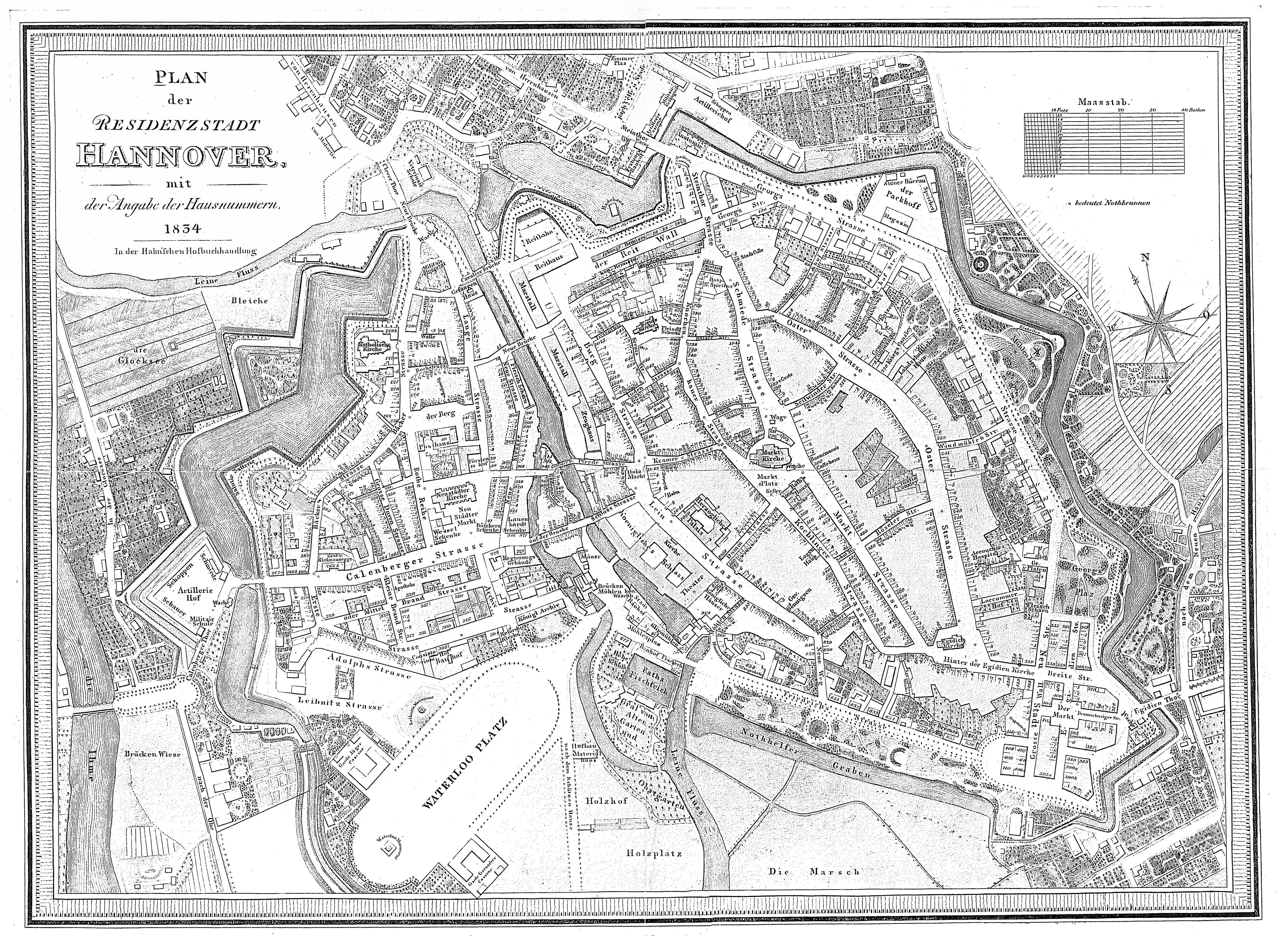
Stadtplan Hannover mit Militärschule und Schmiede auf der westlichsten Ravelin
Stadtplan von 1834, Hahnsche Buchhandlung

Auf dem Ravelin am Calenberger Tor, der westlichsten Verteidigungsanlage der bis 1657 abgeschlossenen Stadtbefestigung Hannovers und der seinerzeit selbständigen Calenberger Neustadt, befanden sich verschiedene Bauten der „Direktion des Armeematerials“ sowie die Militärakademie. Nach dem Siebenjährigen Krieg begann ab 1767 allmählich die Entfestigung der Verteidigungsanlagen, doch das Grundriss des Ravelins zur Glocksee hin blieb trotz des Abrisses zunächst erhalten in seiner mit einem Wassergraben umgebenen Dreiecksform. Das Gelände diente dann als Artilleriehof, auf dem sich seit 1782 und 1784 zwei Militärschulen befanden, die Artillerie- und Ingenieurschule, später auch eine Schmiede.
Nach der Schlacht bei Langensalza im Deutschen Krieg und dem Ende des Königreichs Hannover wurden ab 1866 auch die Gebäude auf dem Artilleriehof abgebrochen. Doch erst nach der Eingemeindung der Glocksee 1869 verschwanden auch die letzten Reste des ehemaligen Stadtgrabens „rund“ um Hannover: Der Wassergraben wurde zugeschüttet, und so entstanden ab 1870 die zeitgleich angelegten Straßenzüge Humboldstraße und Goethestraße in Richtung Goetheplatz.

### Ab 1900
Als an der Humboldtstraße um 1900 endlich die Königliche Militärlehrschmiede errichtet wurde als Nachfolgerin der ehemaligen Schmiede auf dem Ravelin, bezog sich der Zusatz „königlich“ nicht mehr auf König Georg V. von Hannover, sondern auf die Herrschaft des Königreichs Preußen. Die Lehrschmiede an der Humboldstraße wurde Teil eines sich immer weiter ausbreitenden militärischen Komplexes: Von den frühen Anlagen rund um den Waterlooplatz und vor dem Leineschloss zog sich durch die „Haupt- und Residenzstadt“ der preußischen Provinz Hannover ein Gürtel militärischer Einrichtungen; über die Militär-Bekleidungs-Kommission und das Militärhospital in der Adolfstraße über die Lehrschmiede in der Humboldtstraße und die an der dortigen Ecke Calenberger Straße schon zuvor errichtete Intendantur, weiter über die 1896 Garnisonkirche am Goetheplatz und bis zu der schon 1866 nach Hannover verlegten Kavallerieschule im Marstall Am Hohen Ufer, der Artilleriekaserne am Steintor und der späteren Anlagen in Vahrenwald.
Die Luftangriffe auf Hannover im Zweiten Weltkrieg überstand zumindest das Verwaltungsgebäude der Militärlehrschmiede an der Humboldtstraße. In den 1970er Jahren wurde der Bau unter Denkmalschutz gestellt. Er wurde jedoch zugunsten des 1996 bis 1998 errichteten Gebäudekomplexes der Calenberger Esplanade abgerissen. Erhalten hat sich in seiner Symmetrieachse die ehemalige Militär-Bekleidungs-Kommission, später Hilfslazarett und heutige Deutsche Angestellten-Akademie. In der Namensgebung nimmt die Calenberger Esplanade Bezug auf die Esplanade, bei der es sich um die ehemals als Schussfeld dienende freie Fläche handelte, die auch als Parade- und Waffenplatz diente.